# Башкирское восстание (1633—1635)
Башкирское восстание 1633—1635 годов (баш. Башҡорт ихтилалы 1633—1635 йылдар) — одно из башкирских восстаний, произошедших в XVII веке. Было вызвано кардинальным увеличением числа ясачных башкир и промыслового ясачного оклада. 

## Причины восстания
В 1631 году Аристов был направлен в Уфимский уезд со своими фискальными мероприятиями что вызвал недовольство у башкирского народа, первые признаки недовольства появились в 1633 году. Также и в 1631 году была необходимость учреждения дорог, было вызвано кардинальное увеличение ясачных башкир, значительный рост промыслового ясачного оклада. Это было ещё одной причиной башкирского восстания.

## Ходы боевых действий
Кучумовичи и Башкиры громили Уфимский уезд, алабаевы юрты, ясачных людей, ловили жён и детей и ходили воевать в Уфимский уезд. В 1635 году Аблай Гирей и сжёг слободу напав на Уфу. Но они не смогли взять город, они отступили в верховья и Уфы и там состоялось новое сражение, 150 стрельцов и 350 башкир. Это закончилось разгромом Калмыков. После поимки вождей башкирские воины продолжали продолжали военные действия, в грамоте Тюменскому воеводе Ивану Львову говорилось что Кучумовичи, Калмыки хотели приходить с войной в Тюмень. Башкирское восстание продолжалось и в 1637 году.

## Итоги восстания
Восстание закончилось поимкой башкирских вождей и подавлением полного башкирского сопротивления. Многие башкиры продолжали сражаться до 1637 годов. После неудачного нападения на Уфу был пленён Абылай-султан и его брат Тюке. Этот эпизод негативно отразился на сознании племена юрматинских, табынских и мингских башкир, принимавших участие в восстании. В конечном счёте восстание было подавлено.